# Buckboard (Automobil)

Frontansicht eines Orient Runabout Buckboard mit einfacher Lenkung und Federung (1904). Der Hersteller bewarb es als „das billigste Auto der Welt“.

Heckansicht eines Orient Runabout Buckboard mit hauseigenem Einzylinder-Benzinmotor und ohne Hinterachsfederung.

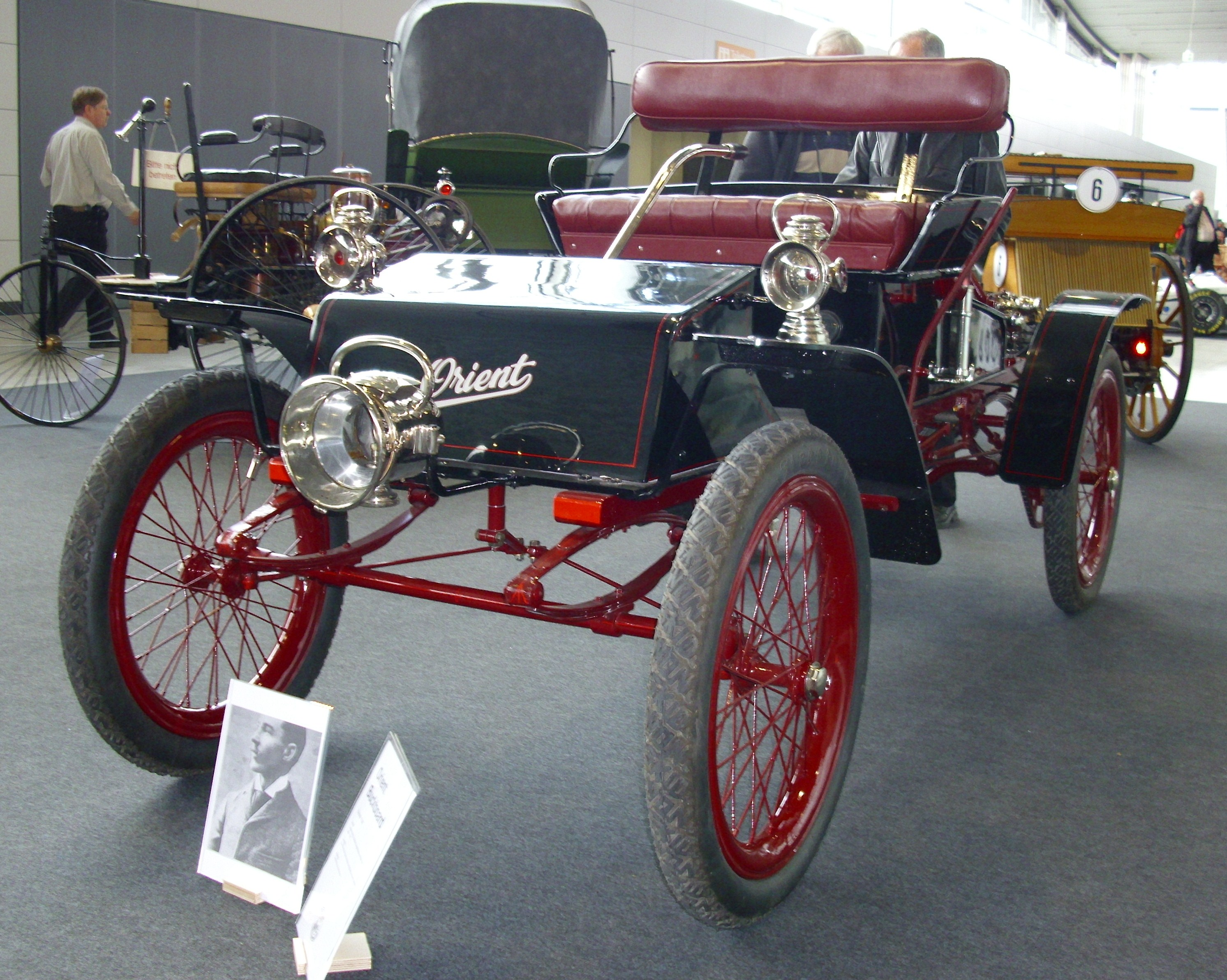
Waltham Orient Runabout Buckboard (1906) mit Staufach im Bug.

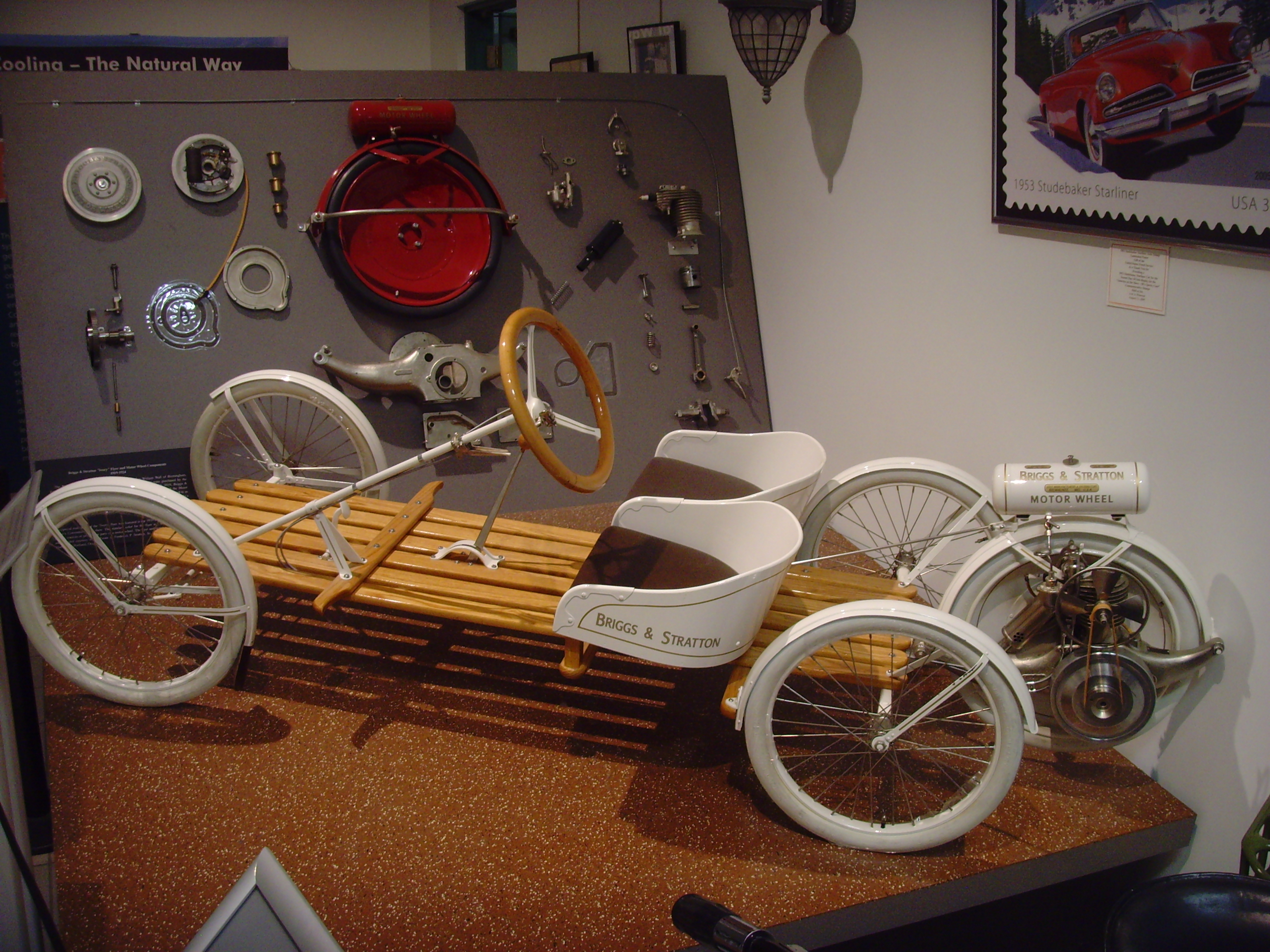
Briggs & Stratton Buckboard mit Benzinmotor auf dem 5. Rad (1920). Das Fahrzeug ist der Nachfolger des Smith Flyer

Als Buckboard bezeichnet man primitive, vierrädrige Motorfahrzeuge für eine bis zwei Personen, die um 1900 aufkamen und bis etwa 1910 eine kurze Blüte erlebten. Als Spiel- und Spaßfahrzeug überlebten sie bis in die 1960er Jahre.

## Definition
Buckboards sind ursprünglich älter als Cyclecars, nahmen aber mit ihrer einfachen Konstruktion Elemente von diesen vorweg. Sie sind noch einfacher aufgebaut als diese und werden gelegentlich auch als Unterform derselben betrachtet. Nachdem Motorradtechnik zur Verfügung stand, wurde ebenfalls darauf zurückgegriffen.

## Technik
Die Bezeichnung „Buckboard“ leitet sich von ihrer Bauweise ab. Sie besteht aus einem Rahmen aus Holz oder, seltener, aus Stahlrohr. Darüber ist ein einfaches Brett (engl.: Board) oder ein Lattenrost befestigt, auf dem wiederum der oder die Sitze montiert sind.
An diesen in der Regel für ein bis zwei Personen ausgelegten und sehr einfach konstruierten Leichtfahrzeugen wurde auf eine richtige Karosserie verzichtet; gelegentlich ist sie wenigstens ansatzweise vorhanden. Frühe Buckboards haben einen „Kuhschwanz“-Lenkhebel, später wurden Lenkräder verwendet. Sie haben nur eine minimale Federung; analog manchen frühen Motorrädern hinten oft gar keine. Angetrieben werden sie in der Regel von einem Elektro- oder häufiger Benzinmotor. Dieser war in der Regel ein luftgekühlter Einzylinder, seltener ein Twin. Zwei Formen der Kraftübertragung sind am häufigsten anzutreffen: Bei der einen ist der Motor im Heck montiert und treibt eines der Hinterräder an; auf diese Weise wird kein Differenzial benötigt. Bei der anderen sitzt die Kraftquelle direkt auf einem fünften Rad, das an einem absenkbaren Ausleger angebracht ist und seinerseits den Vortrieb besorgt.

## Geschichte
Bekannte Buckboards waren die von 1901 bis 1907 gebauten Orient resp. Waltham Orient des Fahrradherstellers, Motorradpioniers und späteren Autobauers Waltham Manufacturing Company in Waltham (Massachusetts) und der 1914 vorgestellte Smith Flyer der A. O. Smith Corporation in Milwaukee (Wisconsin); dieses langlebige Fahrzeug wurde unter verschiedenen Namen und auch mit Elektroantrieb bis in die 1920er Jahre produziert. Ein nur Buckboard genanntes Fahrzeug, das Harry S. Moore 1904 in Cleveland (Ohio) auf den Markt brachte, überlebte hingegen nur ein Jahr.
Nach dem Zweiten Weltkrieg erlebten Buckboards vor allem in den USA eine kurze Wiedergeburt als Spielgerät für Kinder und Jugendliche. Vertreter dieser Gattung waren etwa der nur 1956 gebaute Auto Cub und der davon abgeleitete
Daytona, der Custer (gebaut von einem Rollstuhl-Hersteller in Dayton (Ohio)) oder der Banner Boy Buckboard zu US$ 399.50 aus Milwaukee (Wisconsin) und Gardner (Kansas).
Eine aufwendiger gebaute Version eines Buckboard stellten der Bruce Buckboard und der American Buckboard dar, letzterer gebaut von 1955 bis 1956 in Los Angeles (Kalifornien). Das mit einer Roadster-Karosserie aus GFK versehene Fahrzeug war aber mit US$ 3000 hoffnungslos überteuert; der günstigste Chevrolet hatte 1955 einen Listenpreis ab US$ 1726. Als Bearcat zu US$ 1000 hatte das Fahrzeug ebenso wenig Erfolg wie der Custer aus Dayton (Ohio), der ab US$ 695 kostete und auch mit Elektroantrieb erhältlich war.

## Hersteller (Auswahl)
- Smith Flyer
- Orient Buckboard
- Briggs & Stratton Flyer
- American Buckboard
- Custer Specialty Company
- Auto Cub